# Sjung till Guds ära
Sjung till Guds ära är en psalm vars text är skriven av Kathy Galloway och är översatt till svenska av Tomas Boström. Musiken är skriven i Stralsund 1665.
Musikarrangemanget i Psalmer i 2000-talets koralbok är gjort av Common Ground Editors.

## Publicerad som
- Nr 801 i Psalmer i 2000-talet under rubriken "Verklighetsuppfattning, tillvaron som Guds skapelse".